# Кузнецово (деревня, Москва)
Кузнецово — деревня в Троицком административном округе Москвы (до 1 июля 2012 года была в составе Наро-Фоминского района Московской области). Входит в состав поселения Новофёдоровское.

## Население
| 1852 | 1859 | 1899 | 1926 | 2002 | 2006 | 2010 |
| ---- | ---- | ---- | ---- | ---- | ---- | ---- |
| 454  | ↗493 | ↗494 | ↗613 | ↘586 | ↘417 | ↗774 |

Согласно Всероссийской переписи, в 2002 году в деревне проживало 586 человек (298 мужчин и 288 женщин); преобладающая национальность — русские (92 %). По данным на 2005 год, в деревне проживало 417 человек.

## География
Деревня Кузнецово находится в северо-западной части Троицкого административного округа, примерно в 23 км к западу от центра города Троицка, на правом берегу реки Пахры, в устье её правого притока — реки Ладырки.
В километре к северо-западу от деревни проходит Киевское шоссе М3, в 19 км к юго-востоку — Калужское шоссе А130, в 7 км к северо-востоку — Московское малое кольцо А107. Ближайший населённый пункт — деревня Яковлевское.
В деревне 24 улицы, 3 переулка, 3 проезда и 2 тупика, приписано 2 садоводческих товарищества.

## История
Название деревни, предположительно, произошло от фамилии или от прозвища.
В середине XIX века деревня государственных имуществ Кузнецово относилась ко 2-му стану Верейского уезда Московской губернии, в ней было 64 двора, крестьян 209 душ мужского пола и 245 душ женского, дважды в год проводились ярмарки — в дни Смоленской иконы Божией Матери и Димитрия Солунского.
В «Списке населённых мест» 1862 года Кузнецово (Рыжково) — казённая деревня по 2-му Подольскому тракту (от Новокалужского тракта к границе Подольского уезда), в 48 верстах от уездного города и 15 верстах от становой квартиры, при реке Пахре, с 59 дворами и 493 жителями (236 мужчин, 257 женщин).
По данным на 1899 год — деревня Рудневской волости Верейского уезда с 494 жителями и земским училищем.
В 1913 году — 123 двора и земское училище.
По материалам Всесоюзной переписи населения 1926 года — центр Кузнецовского сельсовета Петровской волости Звенигородского уезда Московской губернии в 9,6 км от Петровского шоссе и 3,2 км от станции Алабино Киево-Воронежской железной дороги, проживало 613 жителей (301 мужчина, 312 женщин), насчитывалось 131 хозяйство, из которых 111 крестьянских, имелись школа 1-й ступени и кооператив.
1929—1963, 1965—2012 гг. — населённый пункт в составе Наро-Фоминского района Московской области.
1963—1965 гг. — в составе Звенигородского укрупнённого сельского района Московской области.

## Достопримечательности
- В деревне есть памятник народным ополченцам, погибшим в ходе Битвы за Москву[12].
- На месте сломанной деревянной часовни Иконы Божией Матери Смоленская в 2006 году установлен памятный крест[19].